# Дружиніна Світлана Сергіївна
Дружи́ніна Світла́на Сергі́ївна (* 16 грудня 1935,  Москва, РРФСР) — радянська і російська акторка, кінорежисер. Заслужений діяч мистецтв Росії (1999).

## Життєпис
Народилася в сім'ї Сергія Івановича Дружиніна та Ганни Іванівни Мизникової (1910-1990). Батько працював шофером (загинув під час Великої Вітчизняної війни), мати працювала вихователькою в дитячому садку. Родина жила в Мар'їній Рощі.
В 11 років вона вступила до циркового училища, де рік навчалася в групі циркових акробатів. Пізніше перейшла в хореографічне училище при Московському академічному музичному театрі імені К. С. Станіславського і Вл. І. Немировича-Данченка.
У 1955 році закінчила хореографічне училище Державного академічного Великого театру ім. Через травму руки від балету довелося відмовитися.
Акторським дебютом Дружиніної стала роль Соні Божко у фільмі «За вітриною універмагу» (1955)
З 1955 по 1965 рік була актркою на кіностудії імені Горького
У 1960 році закінчила акторське відділення ВДІКу (майстерня Ольги Пижової та Бориса Бібікова). Разом з нею на одному курсі навчалися Софі Чіаурелі, Аріадна Шенгелая та Леонід Куравльов.
У 1969 році закінчила режисерський факультет ВДІКу (майстерня Ігоря Таланкіна), захистивши диплом фільмом «Зінька» (разом з Валентином Поповим). З того ж року почала працювати режисером на кіностудії «Мосфільм». Тоді, у 1973 році, вона зняла свій перший повнометражний фільм «Виконання бажань» (за романом Веніаміна Каверіна).
Працювала ведучою перших номерів «КВН», а також телевізійних концертів і дитячих передач (разом з Михайлом Державіним).
Президент Всеросійського фестивалю історичних фільмів «Вече» (Великий Новгород).
Член Спілки кінематографістів Російської Федерації, Російської академії кінематографічних мистецтв, Національної академії кінематографічних мистецтв і наук Росії, академік Петровської академії наук і мистецтв.

## Родина
Чоловік (з 1958) — Анатолій Мукасей (нар. 1938), кінооператор; народний артист РФ (2009)
Старший син — Анатолій Мукасей (наклав на себе руки 1978 року)
Молодший син — Михайло Мукасей (нар. 1966), кінооператор, кінопродюсер

## Громадська діяльність
У березні 2014 року підтримала анексію Криму, підписала листа президентові Росії Володимиру Путіну на підтримку анексії
У 2021 — довірена особа партії "Справедлива Росія - За правду" на виборах до Державної думи РФ VIII скликання .
Підтримала вторгнення Росії в Україну.
Фігурант бази «Миротворець».

## Фільмографія
Акторські роботи:
- 1955 — За вітриною універмагу — Соня Божко, продавець
- 1955 — Доброго ранку — «цариця балу» (немає в титрах)
- 1956 — Пісня табунника — дівчина в консерваторії (епізод)
- 1957 — Справа була у Пенькові — Лариса, донька голови та дружина Матвія
- 1960 — Міст перейти не можна — подруга Біфа Ломена (епізод)
- 1960 — Погана прикмета — Клава
- 1961 — Дівчата — Анфіса Павлівна, телефоністка на комутаторі
- 1961 — Орлиний острів — Ірина, археолог
- 1962 — На семи вітрах — Тоня Байкова, медсестра прифронтового госпіталю
- 1962 — Десь є син — Надя
- 1963 — Понеділок — день важкий — Удальцова (епізод)
- 1963 — Збираючий хмари — вчителька
- 1964 — Яке воно, море? — Людмила
- 1964 — Зелений вогник — епізод (немає в титрах)
- 1964 — П'ята тополя — Ім'я персонажа не вказано
- 1965 — Улюблена — Софія
- 1965 — Самотність — Марія Косова
- 1970 — Серце Росії — Ольга Миколаївна (епізод, немає в титрах)

### Режисерські та сценарні роботи
- 1969 — Зінка — режисер (дипломна робота; разом з В. В. Поповим)
- 1973 — Виконання бажань — режисер
- 1976 — Сонце, знову сонце — режисер та сценарист
- 1979 — Сватання гусара — режисер та сценарист
- 1980 — Дульсинея Тобоська — режисер
- 1982 — Принцеса цирку — режисер та сценарист
- 1987 — Гардемарини, вперед! — режисер та сценарист
- 1991 — Віват, гардемарини! — режисер та сценарист
- 1992 — Гардемарини III — режисер та сценарист
- 2000 — Таємниці палацових переворотів. Росія, століття XVIII Фільм 1-й. Заповіт імператора — режисер та сценарист
- 2000 — Таємниці палацових переворотів. Росія, століття XVIII Фільм 2-й. Заповіт імператриці — режисер та сценарист
- 2001 — Таємниці палацових переворотів. Росія, століття XVIII Фільм 3-й. Я – імператор — режисер та сценарист
- 2001 — Таємниці палацових переворотів. Росія, століття XVIII Фільм 4-й.   Падіння Голіафа — режисер та сценарист
- 2003 — Таємниці палацових переворотів. Росія, століття XVIII Фільм 5-й.  Друга наречена імператора — режисер та сценарист
- 2003 — Таємниці палацових переворотів. Росія, століття XVIII Фільм 6-й. Смерть юного імператора — режисер та сценарист
- 2008 — Таємниці палацових переворотів. Росія, століття XVIII Фільм 7-й. Віват, Анна Іоанівна! — режисер та сценарист
- 2011 — Таємниці палацових переворотів. Росія, століття XVIII Фільм 8-й. Полювання на принцесу. Частина 1 — режисер та сценарист
- 2013 — Таємниці палацових переворотів. Росія, століття XVIII Фільм 8-й. Полювання на принцесу. Частина 2 — режисер та сценарист
- 2023 — Гардемарини 1787. Світ  — режисер, сценарист та продюсер
- 2023 — Гардемарини 1787. Війна — режисер, сценарист та продюсер